# Peter Struycken

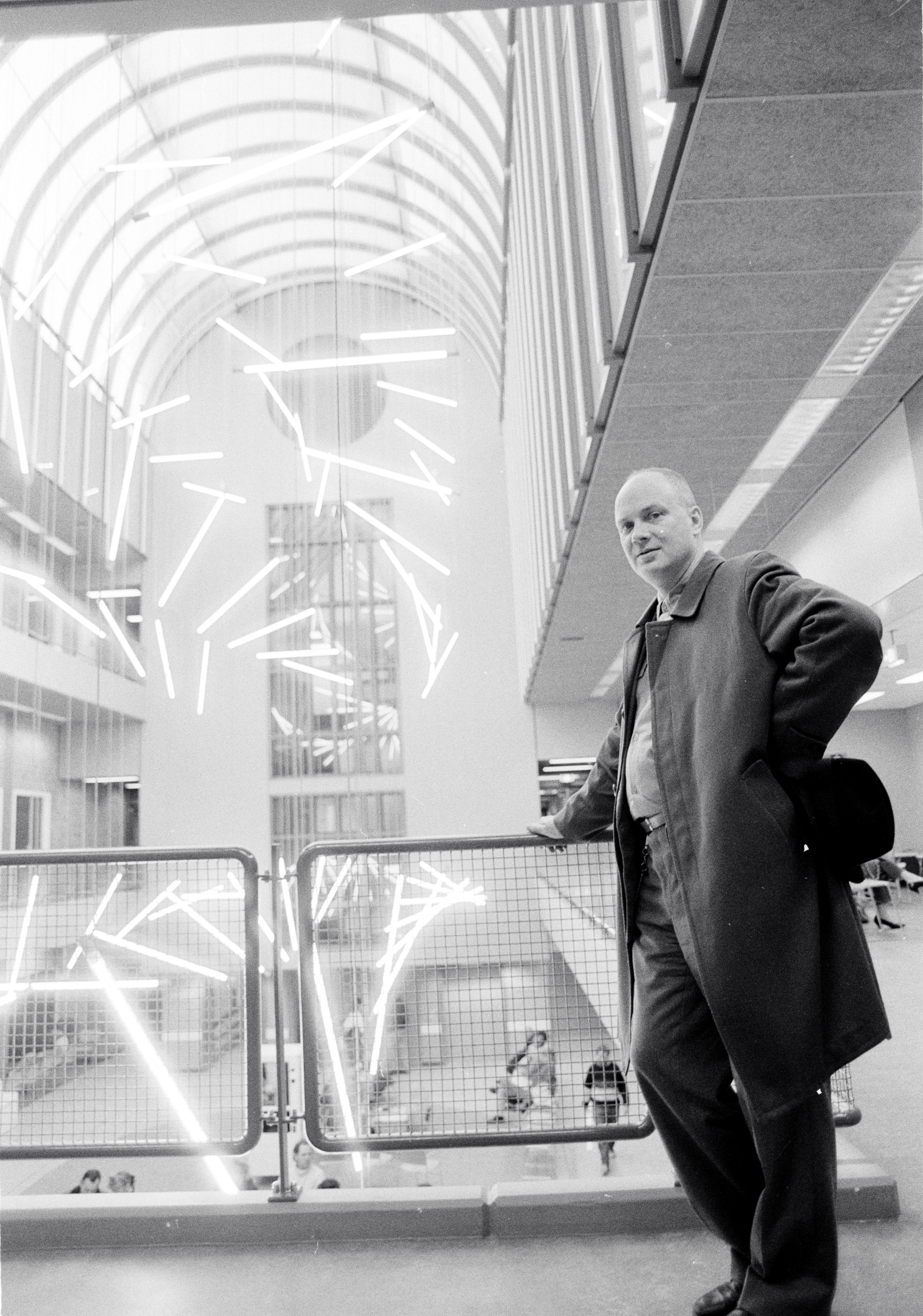
Peter Struycken (1992)

Peter Struycken (* 5. Januar 1939 in Den Haag) ist ein niederländischer digitaler Künstler und Lichtkünstler.

## Leben und Werk
Peter Struycken studierte von 1957 bis 1962 an der Koninklijke Academie van Beeldende Kunsten in Den Haag. Peter Struycken arbeitet seit 1969 mit dem Computer als Hilfsmittel, um Kunstwerke zu realisieren und ist somit einer der ersten in den Niederlanden. 1964 bis 1976 war er Gründungsmitglied und Leiter des Studiengangs Monumentaal Nieuwe Stijl/Omgevingskunst an der Kunstakademie in Arnhem. Als Gastdozent lehrte er an verschiedenen niederländischen Kunsthochschulen.
Zeichnungen, Malereien, Skulpturen, Lichtkunst, und Installationen gehören zu dem Werk von Peter Struycken. Einige Panoramafotos seiner monumentalen Werke wurden von seinem Bruder, dem Schauspieler Carel Struycken gemacht. Peter Struycken hat Freie Arbeiten und Auftragswerke, davon ca. hundert im öffentlichen Raum, realisiert. 1981 entwarf er eine Briefmarke mit dem, als Punkte dargestellten, Gesicht von Königin Beatrix.
Sein bekanntestes Werk ist „Zonder Titel/Ohne Titel“ (1993) mit dem Beinamen „Lichtarkade“, unter dem Nederlands Architectuurinstituut am Museumpark im Zentrum von Rotterdam ist 170 m lang. Die „Lichtskulptur“ wechselt durch computergesteuerte Leuchtstofflampen alle 10 Minuten die Farbpalette der Beleuchtung.

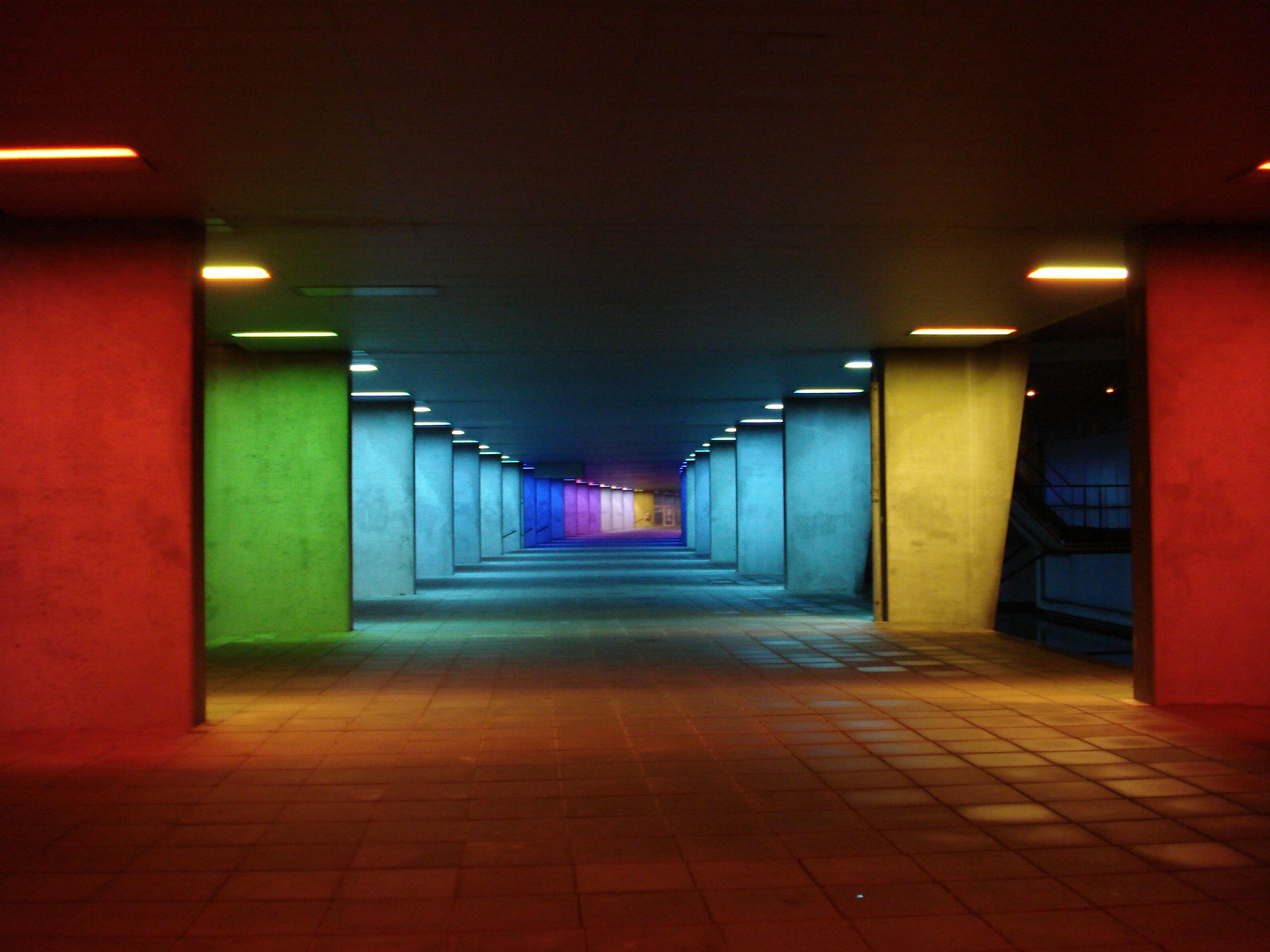
„Zonder Titel/Ohne Titel“ von Peter Struycken. Rotterdam, Foto: F.Eveleens
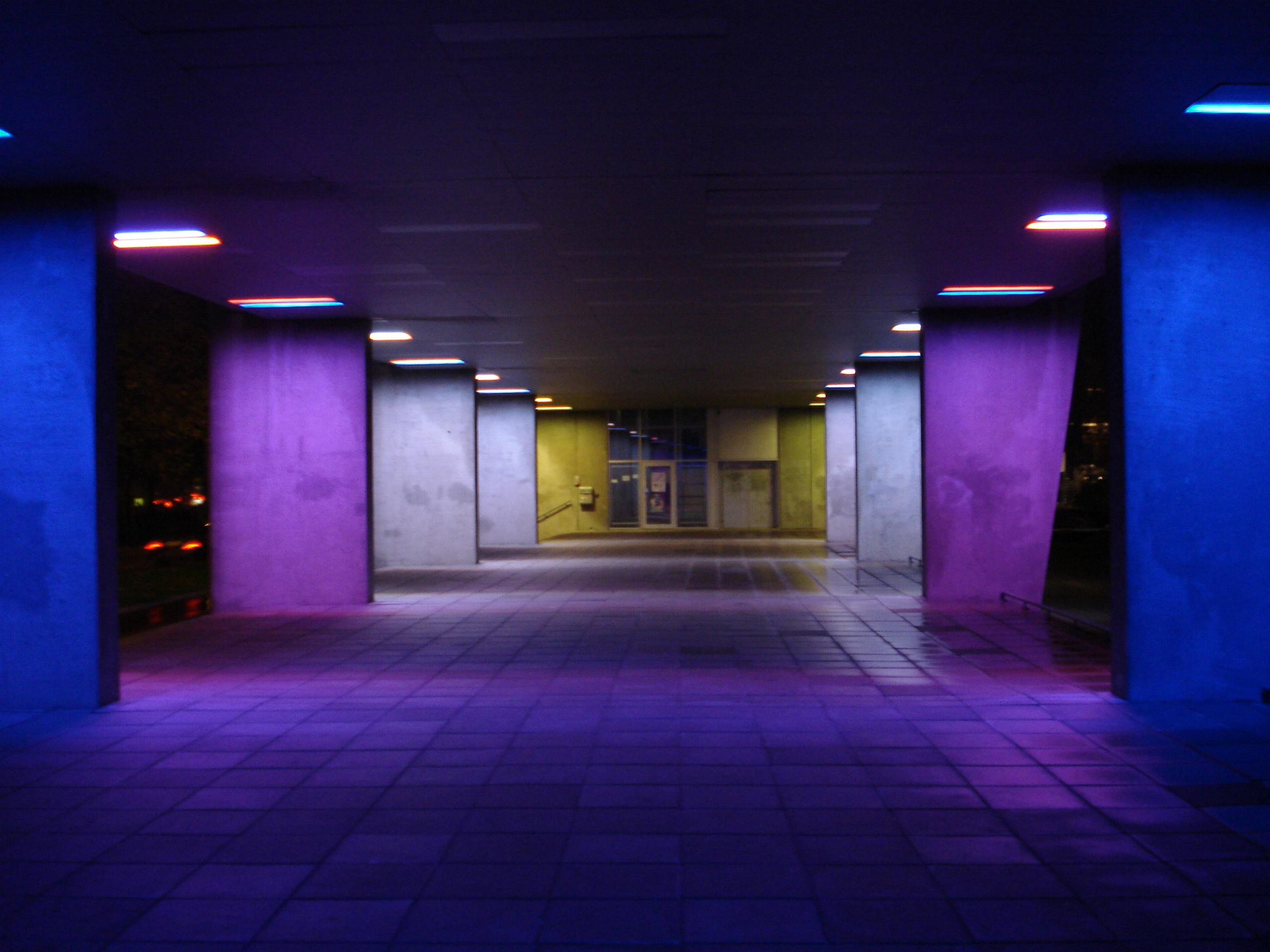
„Zonder Titel/Ohne Titel“ von Peter Struycken. Rotterdam, Foto: F.Eveleens
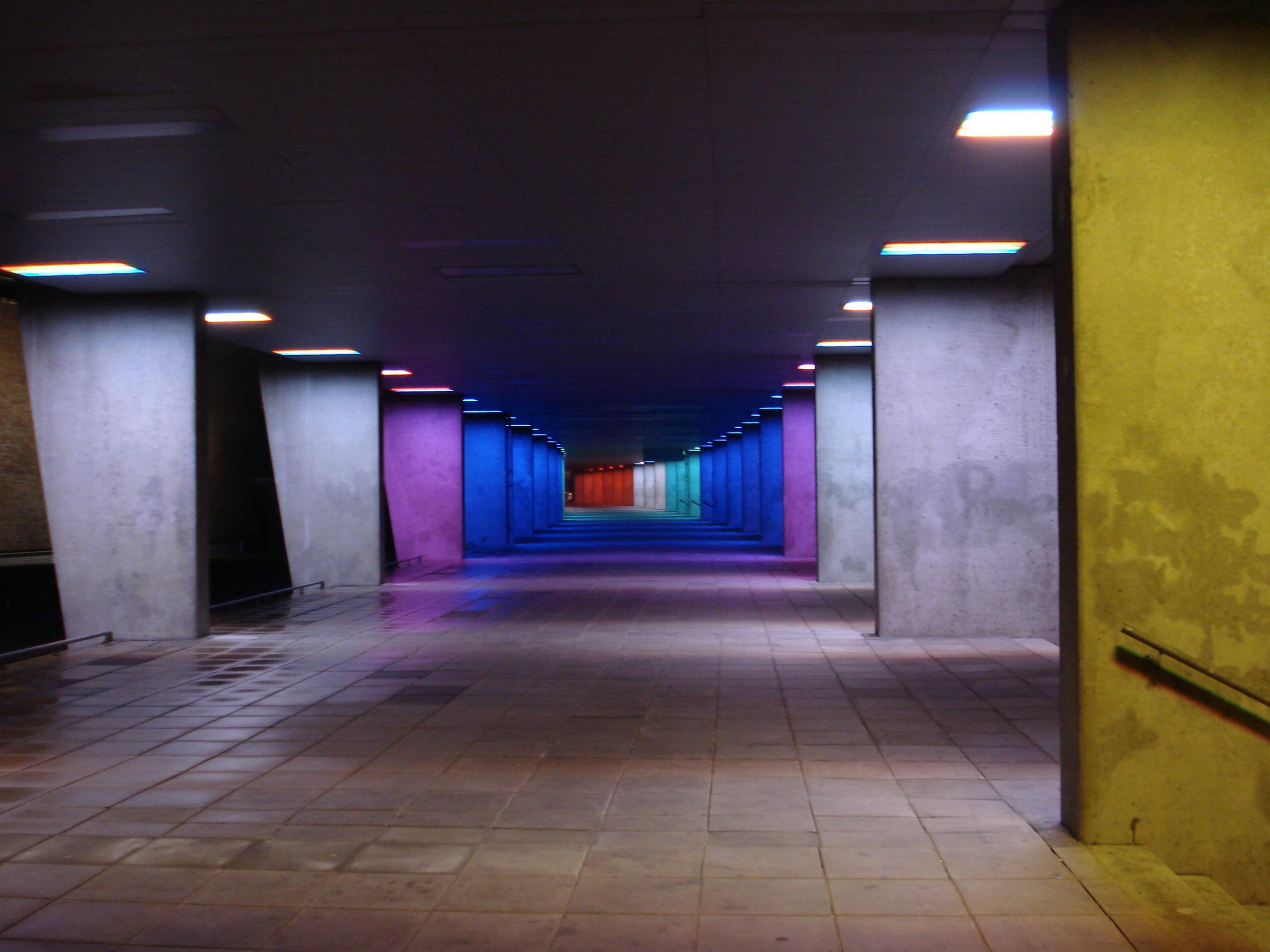
„Zonder Titel/Ohne Titel“ von Peter Struycken. Rotterdam, Foto: F.Eveleens
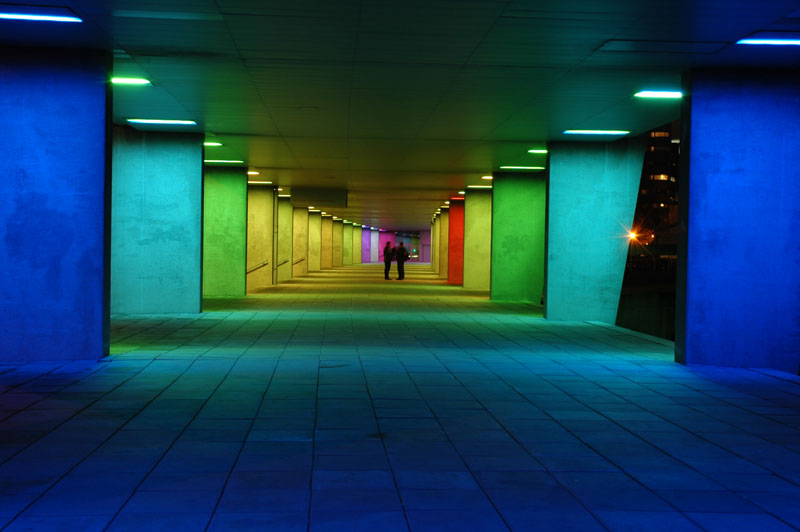
„Zonder Titel/Ohne Titel“ von Peter Struycken. Rotterdam, Foto: Marco Adams

## Ausstellungen (Auswahl)

### Einzelausstellungen
- 2007: P. Struycken. Het digitale paradijs Groninger Museum, Groningen
- 1980: Museum Boijmans Van Beuningen, Rotterdam

### Gruppenausstellungen
- 1982: documenta 7, Kassel

## Auszeichnungen (Auswahl)
- 2012: A.H.-Heineken-Preis für Kunst
- 2008: Hausorden von Oranien[5]
- 2002: Oeuvreprijzen Fonds BKVB
- 1984: Orden von Oranien-Nassau
- 1966: Sikkens Prize für Malerei mit J. Slothouber, W. Graatsma und A. Schwartzeprijs[6]